# Cyfra samokontroli
Cyfra samokontroli to dwunasta cyfra w uporządkowanym numerze inwentarzowym danego wagonu, która służy do sprawdzania poprawności tego numeru. Wylicza się ją na podstawie liczby podstawowej tj. pierwszych jedenastu cyfr. Wyliczenie polega na pomnożeniu jej cyfr składowych na pozycjach parzystych przez mnożnik o wartości 1, a na pozycjach nieparzystych przez mnożnik o wartości 2. Otrzymany wynik traktowany jest jako odrębny ciąg cyfr, w którym kolejne cyfry dodaje się.  Sumę uzupełnia się do pełnej dziesiątki. Liczba dopełniająca jest cyfrą samokontroli.
Tak więc Cyfra samokontroli obliczana jest lub sprawdzana zgodnie z algorytmem Luhna.

## Przykład
Obliczanie cyfry samokontroli.
Przykładowy numer inwentarzowy wagonu to: 51-51 19-70 227-9. Numer zamieniamy na ciąg cyfr 51511970227. Numerację cyfr zaczynamy do lewej. Cyfra 5 ma numer 1.
Zaczynając od lewej cyfry na pozycji nieparzystej mnoży się przez 2, więc kolejno otrzymujemy liczby: 10, 10, 2, 14, 4, 14. Cyfry na pozycji parzystej mnoży się przez 1, więc otrzymujemy kolejno: 1, 1, 9, 0, 2. Następnie sumujemy wszystkie cyfry otrzymanych wyników (1+0+1+0+2+1+4+4+1+4) + (1+1+9+0+2) = 31.  Następnie szukamy liczby dopełniającej do najbliższej pełnej dziesiątki, w tym przypadku do 40. Następnie 40 – 31 = 9.  Liczba 9 jest zatem cyfrą samokontroli.
Numer inwentarzowy wagonu jest poprawny jeśli otrzymany wynik końcowy liczony tą samą metodą (suma cyfr + cyfra samokontroli) jest podzielny bez reszty przez 10. Cyfra samokontroli jest zawsze liczbą całkowitą z zakresu od 0 do 9.